# Peperkust (Afrika)

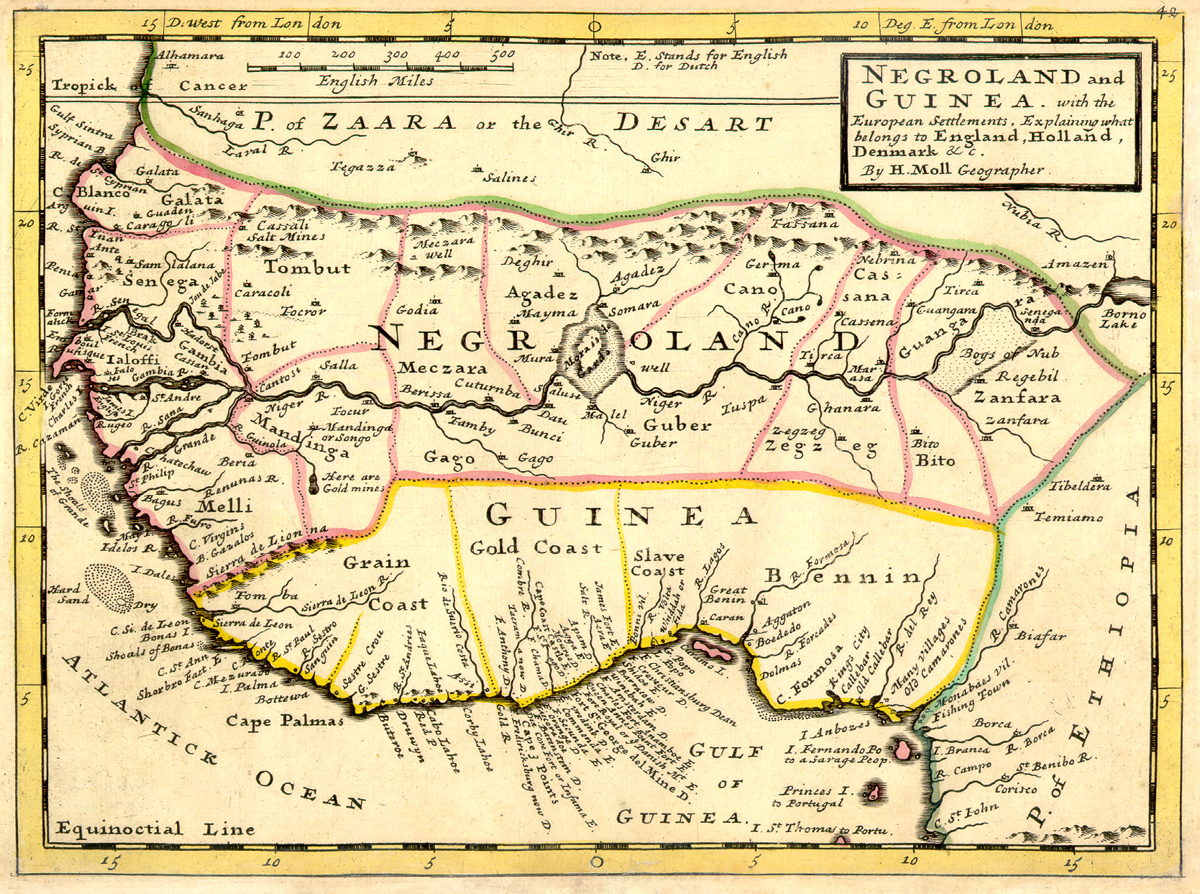
Een kaart uit 1736 van Negroland en Guinea. Het meest westelijke deel van Guinea is de Grijnkust (Grain Coast)

Peperkust is een oude naam voor de kuststreek van het huidige West-Afrikaanse land Liberia tussen Kaap Mesurado en Kaap Palmas. Een oudere naam die in de 17e eeuw werd gebruikt was Grijnkust (Greynkust) vanwege de daar veel voorkomende plantensoort die paradijskorrel (Aframomum melegueta - ook 'paradijszaad', 'grein' of 'slavenpeper') werd genoemd en werd gebruikt als specerij. Het woord 'grein' betekende aanvankelijk 'korrel', maar werd later voor de korrels van deze plant gebruikt.
Ten oosten van de Peperkust lag de Ivoorkust, gevolgd door de Goudkust en de Slavenkust. Ten westen lag de kust van Sierra Leone.